# Сармас
Сармас — посёлок в Кичменгско-Городецком районе Вологодской области.
Входит в состав Городецкого сельского поселения (с 1 января 2006 года по 1 апреля 2013 года входил в Трофимовское сельское поселение), с точки зрения административно-территориального деления — в Трофимовский сельсовет.
Расстояние до районного центра Кичменгского Городка по автодороге составляет 70 км. Ближайшие населённые пункты — Казарино, Петраково, Омут.
Население по данным переписи 2002 года — 104 человека (52 мужчины, 52 женщины). Преобладающая национальность — русские (99 %).